# Annie (film)
Annie este un film musical de comedie dramatică, produs de studiourile Sony și distribuit de Columbia Pictures, respectiv de InterCom Film Distribution în România. Filmul este regizat de Will Gluck și produs de Jay-Z și Will Smith. Filmul a rulat în România începând cu 26 decembrie 2014, concomitent cu premiera din Republica Moldova, iar în Statele Unite de la 19 decembrie, filmul având și o tematică propice Crăciunului.
Distribuția îi aduce laolaltă pe Quvenzhané Wallis în rolul eroinei principale și pe  Jamie Foxx, ce îl interpretează pe Will Stacks, o formă mai recentă a personajului Daddy Warbucks. Este o adaptare de artă contemporană a arhicunoscutului musical Annie, care la rândul său a fost o reproducere fidelă a benzilor desenate Micuța Orfană Annie a lui Harold Gray.
A treia adaptare după clasica peliculă marca Columbia Pictures din 1982 Annie și după producția Disney cu același nume, a început să fie produsă de la finele lunii August 2013 .

## Acțiune
Un clasic de pe Broadway se întoarce pe marile ecrane cu o nouă viziune. Quvenzhané Wallis, mica actriță nominalizată la Oscar pentru Beasts of the Southern Wild, este Annie, o fetiță orfană. Părinții au părăsit-o cu mult timp în urmă, promițându-i că se vor întoarce la un moment dat, dar nu au făcut-o. Acum Annie locuiește cu domnișoara Hannigan (Cameron Diaz), reaua și enervanta asistentă socială care o are în grijă. Totul pare să se schimbe când Annie îl întâlnește pe magnatul Will Stacks (Jamie Foxx), candidat la primăria New York-ului, care, sfătuit de echipa sa de consilieri de imagine, o ia în grija lui pe fetiță. Will are impresia că este îngerul păzitor al micii Annie, dar oare situația nu stă cu totul altfel?

## Distribuție
- Jamie Foxx - William Stacks, un politician prolific, bazat pe personajul Oliver Warbucks. Inițial numit Benjamin Stacks.
- Quvenzhané Wallis - Annie, o orfană sărmană care își dorește să-și găsească părinții.
- Rose Byrne - Grace Farrell, asistenta personal fidel al lui Stacks și mama de suflet a lui Annie.
- Bobby Cannavale as Guy [5] un "consilier politic bulldog " al lui William Stacks.
- Cameron Diaz - Domnișoara Colleen Hannigan, cruda asistentă socială cu o nevoie exagerată de control a orfelinatului unde Annie locuiește.
- Adewale Akinnuoye-Agbaje - Nash, "bodygurd-ul și șoferul dur dar adorabil al familiei Stacks și bunul prieten al lui Annie ."[6]
- Tracie Thoms și Dorian Missick au fost distribuiți în rolul "părinților falși" ai Anniei,[7] personanaje inspirate după Lily St# Regis și Rooster Hannigan a cărții care a stat la baza filmului#
- ##David Zayas## - Lou, proprietarul unei bodegi locale care este de asemenea un prieten bun al lui Annie și are o pasiune ascunsă pentru Domnișoara Hannigan#[8]
- Peter Van Wagner - Harold Gray, contracandidatul la primărie a lui Stacks# Numele nu se regăsește și în filmul original, fiind o redenumire comică a personajului din filmul ##:en:Little Orphan Annie| Micuța Orfană Annie## #

### Orfanele
- Nicolette Pierini - Mia, cea mai mică fetiță din orfelinat.
- Amanda Troya - Pepper, liderul fetițelor din orfelinat.[9]
- Eden Duncan-Smith - Isabella, una dintre "surorile" lui Annie de la orfelinat .
- Zoe Margaret Colletti -Tessie Dutchess, una dintre "surorile" lui Annie de laorfelinat .

## Producție
Sony a anunțat prima oară reecranizarea clasicului Annie în Ianuarie 2011 cu Jay-Z și Will Smith servind ca producători, iar Willow Smith, fiica lui Will, care avea să interpreteze rolul principal în peliculă. În februarie 2011, co-creatorul serialului Glee, Ryan Murphy a devenit predecesor pentru a ocupa scaunul de regizor pentru film, dar în Martie, a refuzat oferta.
Producția a fost în căutarea unui scenarist, iar actrița britanică Emma Thompson a fost la momentul respectiv varianta optimă pentru peliculă. Evoluția filmului a stagnat pentru o perioadă, până în apropierea lunii mai 2012, când Will Smith a fost invitat la emisiunea Bună dimineața America oferind cele mai noi informații cu privire la producție și scenariu, inclusiv faptul că filmul se va desfășura în zilele noastre, filmările având loc în New York City, acesta confirmând de asemenea că Thompson a oferit un scenariu iar Jay-Z va compune noi cântece pentru film. In July 2012, We Bought a Zoo screenwriter Aline Brosh McKenna wrote a second draft of the script. În Augst a fost reanunțată o producție ulterioară care a început în primăvara anului 2013.
În Ianuarie 2013, regizorul filmului Păcătoasa, Will Gluck a fost opțiunea finală pentru regia filmului, iar Willow Smith a renunțat la rol.

### Personaje și actori
În luna februarie, actrița nominalizată la Premiile Oscar pentru rolul din Tărâmul visurilor Quvenzhané Wallis este noua protagonistă a filmului Annie, Columbia Pictures oferind un comunicat de presă cu data finală, undeva în preajma Crăciunului anului 2014. .
În următoarea lună, martie, s-a încercat completarea distribuției, cu Justin Timberlake ce se vehicula că va fi Daddy Warbucks Acest lucru s-a dovedit a fi fals, când Jamie Foxx a acceptat rolul, redenumit Will Stacks. În iunie, Cameron Diaz a fost distribuită în rolul răutăcioasei administratore, Domnișoara Hannigan, după refuzul actriței Sandra Bullock.
În iulie, Rose Byrne se alătură castului în rolul lui Grace Farrell, asistentul de nădejde al familei Stacks iar în august, vedeta din Boardwalk Empire Bobby Cannavale se alătură actorilor, interpretându-l pe "bodygurd-ul și șoferul dur dar adorabil al familiei Stacks" . În septembrie au fost anunțate și personajele secundare, interpretate de Amanda Troya, Nicolette Pierini, Eden Duncan-Smith și Zoe Colletti în rolul orfanelor.
Din 19 septembrie, au început filmările. Filmările au avut loc în cadrul Studiourilor Grumman.

## Muzica
Annie este coloana sonoră a filmului Annie, lansată de casele de discuri Roc Nation și Madison Gate Records pe 17 noiembrie 2014. Cântecele originalului de pe Broadway sunt scrise de compozitorul Charles Strouse și textierul Martin Charnin. Filmul deține și noi partituri compuse de Strouse și Charnin care au compus coloana sonoră a peliculei.

## Coloana sonoră
1. "Overture" – Cast
2. "Maybe" – Quvenzhané Wallis, Zoe Margaret Colletti, Nicolette Pierini, Eden Duncan-Smith and Amanda Troya
3. "It's the Hard Knock Life" – Quvenzhané Wallis, Zoe Margaret Colletti, Nicolette Pierini, Eden Duncan-Smith and Amanda Troya
4. "Tomorrow" – Quvenzhané Wallis
5. "I Think I’m Gonna Like It Here" (2014 Film Version) – Quvenzhané Wallis, Rose Byrne & Stephanie Kurtzuba
6. "You're Never Fully Dressed Without a Smile" (2014 Film Version) – Sia
7. "Moonquake Lake" – Sia and Beck
8. "Little Girls" (2014 Film Version) – Cameron Diaz
9. "The City’s Yours" – Jamie Foxx and Quvenzhané Wallis
10. "Opportunity" – Quvenzhané Wallis
11. "Easy Street" (2014 Film Version) – Cameron Diaz and Bobby Cannavale
12. "Who Am I?" – Jamie Foxx, Cameron Diaz and Quvenzhané Wallis
13. "I Don’t Need Anything But You" (2014 Film Version) – Jamie Foxx, Quvenzhané Wallis and Rose Byrne
14. "Tomorrow" (Reprise) – Cast
15. "Opportunity" (Sia Version) – Sia

Sursa: FilmMusicReporter.com

## Recepție
Lindsey Weber de la Vulture a numit cântecul Siei "You’re Never Fully Dressed Without a Smile" "diferit" scriind,
|  | Dacă lași în inconștient varianta originală și emoționantă, varianta ei nouă pop și la modă te va prinde cu siguranță. |
Cântecele originalului de pe Broadway, scrise de compozitorul Charles Strouse și textierul Martin Charnin. Filmul deține și noi partituri compuse de Strouse și Charnin additionally care au compus coloana sonoră a peliculei.